# 高等映画学院
高等映画学院（こうとうえいががくいん、L'Institut des hautes études cinématographiques、通称IDHEC、いでっく）は、かつて存在したフランスの映画学校。後継組織については「Fémis」を参照のこと。
同校は、3年間のコースで映画の職能（演出、編集ほか）における特殊教育を行った。フランス国内外を問わず、多数の映画人を生んだ。

## 来歴
- 1943年 - 映画監督のマルセル・レルビエと作曲家のイヴ・ボードリエが、パリ16区パレ・ド・トーキョーで設立。通称は「DHEC」。
  - ボードリエ自身は1945年 - 1965年の間、ここで教えていた。IDHEC（イデック）の通称で日本でも知られている。
- 1986年 - Fémis（フランス国立映像音響芸術学院）に改組され、後を引き継ぎ現在に至る（初代総長はジャン＝クロード・カリエール）。
  - 1998年 - 「ENSMIS」に改称し、1999年2月15日、パリ18区に移転。
  - 2000年 - 「La Femis」に改称。

## 主な出身者
- アラン・レネ
- クロード・ソーテ
- ネルソン・ペレイラ・ドス・サントス
- アンリ・コルピ
- ジャック・ロジエ
- ルイ・マル
- パトリス・ルコント
- ロベール・アンリコ
- アンジェイ・ズラウスキー
- ジャン＝ジャック・アノー
- ジェラール・クラヴジック
- コスタ＝ガヴラス
- ジャン・ヴォートラン （作家、映画監督ジャン・エルマン）
- テオ・アンゲロプロス （放校処分）
- フォルカー・シュレンドルフ
- ヨハン・ファン・デル・コイケン
- フランソワ・ド・ルーベ
- ヤノット・シュワルツ （中退）
- 高野悦子
- アラン・コルノー
- クロード・ミレール
- アンドレ・テシネ
- フセイン・カマール
- クレール・ドニ
- エマニュエル・フィンキエル
- キャロリーヌ・シャンプチエ
- セドリック・カーン
- マルティーヌ・デュゴウソン
- ダイ・シージエ
- ドミニク・モル
- クリストフ・ガンズ
- リティー・パニュ
- アニエス・メルレ
- アルノー・デプレシャン
- ジャン＝ピエール・アメリス
- オリヴィエ・デュカステル
- ギャスパー・ノエ
- ジャン＝ピエール・アメリス
- パスカル・フェラン
- エリック・ロシャン

## 主な教授
- ジョルジュ・サドゥール
- マルセル・レルビエ
- アンドレ・テシネ
- ジャン・ユスターシュ